# 2017-es öttusa-világbajnokság
A 2017-es öttusa-világbajnokságot, amely az 57. volt, az egyiptomi Kairóban rendezték 2017. augusztus 21. és 29. között. Az öt versenyszám a hagyományos vívás, úszás, lovaglás és a lövészettel kombinált futás voltak. A lebonyolításban változás történt, a versenyek döntőjét két nap alatt rendezték meg. A női selejtezőkkel egy időben pénteken a férfiak vívó számát rendezték, majd másnap a nőkön volt a sor, miközben a férfiak mezőnyében aznap már érmeket osztottak. A női döntőkre a torna vasárnapi napján került sor, majd a váltók következtek, a torna zárónapja pedig szeptember 29-én volt. A magyar válogatott 12 fővel képviseltette magát. A női csapatversenyek során a Földházi Zsófia, Alekszejev Tamara, Kovács Sarolta összeállítású magyar csapat aranyérmet, egyéniben Földházi és Kasza Róbert ezüstérmet szerzett.

## Menetrend
| ● | Nyitóünnepség | ● | Selejtezők | ● | Döntők |

| Augusztus    | 21. | 22. | 23. | 24. | 25. | 26. | 27. | 28. | 29. |
| ------------ | --- | --- | --- | --- | --- | --- | --- | --- | --- |
| Ünnepség     | ●   |     |     |     |     |     |     |     |     |
| Férfi egyéni |     |     |     | ●   | ●   | 1   |     |     |     |
| Női egyéni   |     |     |     |     | ●   | ●   | 1   |     |     |
| Férfi csapat |     |     |     |     |     | 1   |     |     |     |
| Női csapat   |     |     |     |     |     |     | 1   |     |     |
| Vegyes váltó |     |     |     |     |     |     |     | 1   |     |
| Férfi váltó  |     | 1   |     |     |     |     |     |     |     |
| Női váltó    |     |     | 1   |     |     |     |     |     |     |

## Érmesek

### Férfiak
| Versenyszám | Arany                                                 | Arany | Ezüst                                                                       | Ezüst | Bronz                                                 | Bronz |
| ----------- | ----------------------------------------------------- | ----- | --------------------------------------------------------------------------- | ----- | ----------------------------------------------------- | ----- |
| Egyéni      | Jung Jinhwa · Dél-Korea                               | 1400  | Kasza Róbert · Magyarország                                                 | 1393  | Justinas Kinderis · Litvánia                          | 1382  |
| Csapat      | Egyiptom · Eszlam Hamad · Ahmed Hamed · Jasszer Hefni | 3954  | Lengyelország · Jaroslaw Swiderski · Sebastian Stasiak · Szymon Staskiewicz | 3947  | Dél-Korea · Jun Woongtae · Jung Jinhwa · Hwang Woojin | 3766  |
| Váltó       | Dél-Korea · Jun Woongtae · Hwang Woojin               | 1422  | Németország · Christian Zillekens · Alexander Nobis                         | 1419  | Fehéroroszország · Ilya Palazkov · Pavel Tsikhanau    | 1407  |

### Nők
| Versenyszám | Arany                                                               | Arany | Ezüst                                                              | Ezüst | Bronz                                                                | Bronz |
| ----------- | ------------------------------------------------------------------- | ----- | ------------------------------------------------------------------ | ----- | -------------------------------------------------------------------- | ----- |
| Egyéni      | Gulnaz Gubajdullina · Oroszország                                   | 1292  | Földházi Zsófia · Magyarország                                     | 1285  | Anastasiya Prokopenko · Fehéroroszország                             | 1281  |
| Csapat      | Magyarország · Földházi Zsófia · Alekszejev Tamara · Kovács Sarolta | 3792  | Oroszország · Gulnaz Gubajdullina · Anna Buriak · Uliana Batashova | 3779  | Németország · Lena Schoneborn · Annika Schleu · Alexandra Bettinelli | 3705  |
| Váltó       | Németország · Annika Schleu · Lena Schoneborn                       | 1276  | Egyiptom · Mariam Amer · Szondosz Abubakr                          | 1243  | Japán · Jamanaka Sino · Simazu Rena                                  | 1238  |

### Vegyes
| Versenyszám | Arany                                           | Arany | Ezüst                                  | Ezüst | Bronz                                            | Bronz |
| ----------- | ----------------------------------------------- | ----- | -------------------------------------- | ----- | ------------------------------------------------ | ----- |
| Váltó       | Németország · Ronja Steinborn · Alexander Nobis | 1391  | Egyiptom · Hajdi Morszi · Eszlam Hamad | 1381  | Franciaország · Julie Belhamri · Valentin Belaud | 1370  |